# دانا إيفانز
دانا إيفانز (بالإنجليزية: Dana Evans)‏ هو مدرب كرة سلة أمريكي، ولد في 19 مايو 1874 في ماساتشوستس في الولايات المتحدة، وتوفي في 28 نوفمبر 1924 في إيفانستون في الولايات المتحدة.